# منابع جانوری آزمایشگاه
جانورانی که توسط آزمایشگاه‌ها برای هدف‌های آزمایشی به کار می‌روند، عمدتاً توسط فروشندگان متخصص در فروش آنها به دانشگاه‌ها، دانشکده‌های پزشکی و دامپزشکی و شرکت‌هایی که خدمات آزمایشی روی جانوران را ارائه می‌دهند، عرضه می‌شوند. نسبتاً نادر است که جانوران از منابعی غیر از فروشندگان تخصصی تهیه شوند، زیرا این خطر ورود بیماری به کلنی و مخدوش کردن اطلاعات گردآوری‌شده را به همراه دارد. با این حال، تامین‌کنندگان جانوران آزمایشگاهی ممکن است شامل پرورش‌دهندگانی باشند که جانوران پرورشی هدفمند، مشاغلی که جانوران وحشی را تجارت می‌کنند، و فروشندگانی که جانورانی را که از پوند، حراجی‌ها و آگهی‌های روزنامه تهیه می‌کنند، تأمین می‌کنند. پناهگاه‌های حیوانات نیز ممکن است به‌طور مستقیم آزمایشگاه‌ها را تأمین کنند. گزارش شده‌است که برخی از فروشندگان جانوران، که به آنها دلالان کلاس B می‌گویند، در ربودن حیوانات خانگی از محل سکونت یا به دام انداختن غیرقانونی ولگردها، عملی که به آن دسته‌جمعی نامیده می‌شود، دست می‌زنند.